# Яой
Яой (яп. やおい яои) — жанр манги и аниме, изображающий гомосексуальные отношения между мужчинами. Целевой аудиторией яоя и авторами яойной манги являются девушки и женщины, как правило, гетеросексуальные. Появившись как одно из направлений сатирических додзинси (любительского творчества), яой как идеализированное отражение гомосексуальных отношений быстро стал популярной тематикой в манге, аниме, компьютерных играх — симуляторах свиданий, романах. В Японии, как правило, используется термин Boys' Love (яп. ボーイズラブ бо:йдзу рабу, псевдоангл. «любовь мальчиков») или BL, хотя персонажами яоя являются не мальчики в буквальном смысле слова, а юноши и мужчины. Работы, в которых показаны гомосексуальные отношения с участием мальчиков, относятся к другому жанру, называемому сётаконом. Поджанром является Омегаверс, где сюжет основан на отношениях по иерархии доминирования: доминирующих «альф», нейтральных «бета» и покорных «омег».

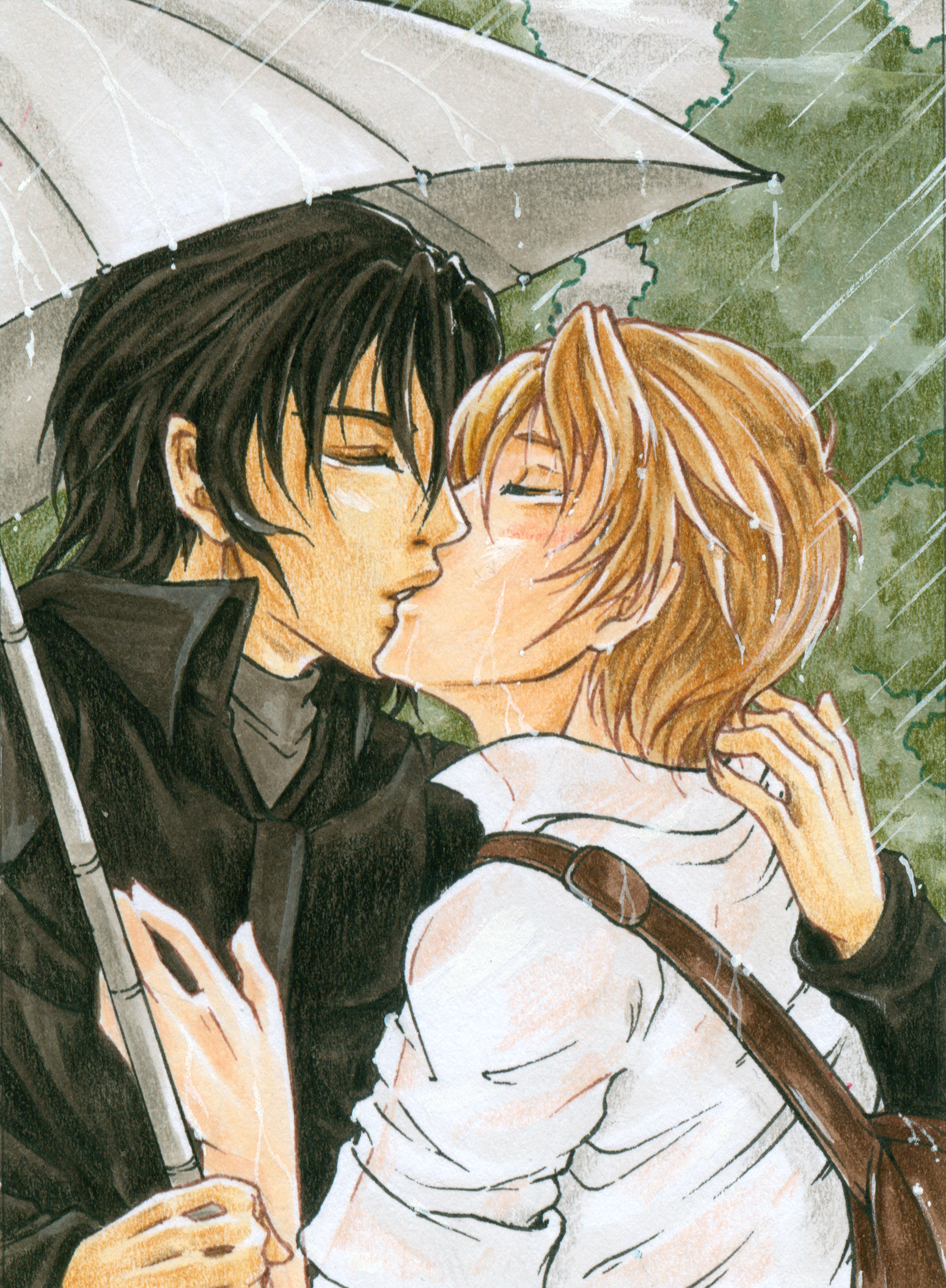
Пример работы в жанре сёнэн-ай

В среде западных отаку распространено мнение, что яой — это синоним термина сёнэн-ай (少年 сёнэн, юноша; 愛 ай, любовь). Однако произведения в жанре сёнэн-ай не содержат постельных сцен, в отличие от яоя. В Японии сёнэн-ай уже больше не является термином для жанра аниме и манги, вместо этого обозначая гомосексуальные отношения между мужчинами в обычной жизни.

## Концепт

### Сёнэн-ай
Слова яой и сёнэн-ай часто используются западными фанатами для того, чтобы различать содержание произведения. Обычно под яоем понимаются манга и аниме сконцентрированные на преимущественно сексуальном или даже порнографическом контексте, в то время как сёнэн-ай соответственно на романтическом контексте и побочным сюжетным темам, в то же время, элементы обоих жанров могут пересекаться между ними. Например, оригинальный Gravitation может восприниматься как сёнэн-ай, так как в нём основное внимание уделяется карьере главных героев и их романтических отношениям, в то время как их сексуальная жизнь остаётся за кадром. В то же время, додзинси «Gravitation Remix and Megamix» от того же автора, трактуется как яой из-за демонстрации сексуальных отношений героев.
Изначально данный термин использовался для обозначения эфебофилии или педерастии в Японии, но с 1970-х годов сёнэн-ай стал использоваться в качестве наименования новой разновидности сёдзё-манги группы «Союз 24 года», где в центре повествования были романтические отношения между парнями. В первое время жанр отличало довольно идеалистическое повествование и частый перенос сюжета в европейские реалии. Судзуки описывает сёнэн-ай как чересчур педантичные и сложнопонимаемые произведения, по её словам, «для полного понимания произведений сёнэн-ай часто необходимо знание истории, классической литературы и естественных наук. Помимо этого, в нём часто можно найти философские и абстрактные размышления». По её мнению, это развивало познания читательниц, а также позволяло находить больше нюансов в произведении при прочтении его в более старшем возрасте. С другой стороны, это сместило акцент сёдзё-манги с женского персонажа на мужского. Начиная с 1980-х, популярность сёнэн-ая снизилась ввиду всё большей популяризации яойных додзинси.

### Сэмэ и укэ

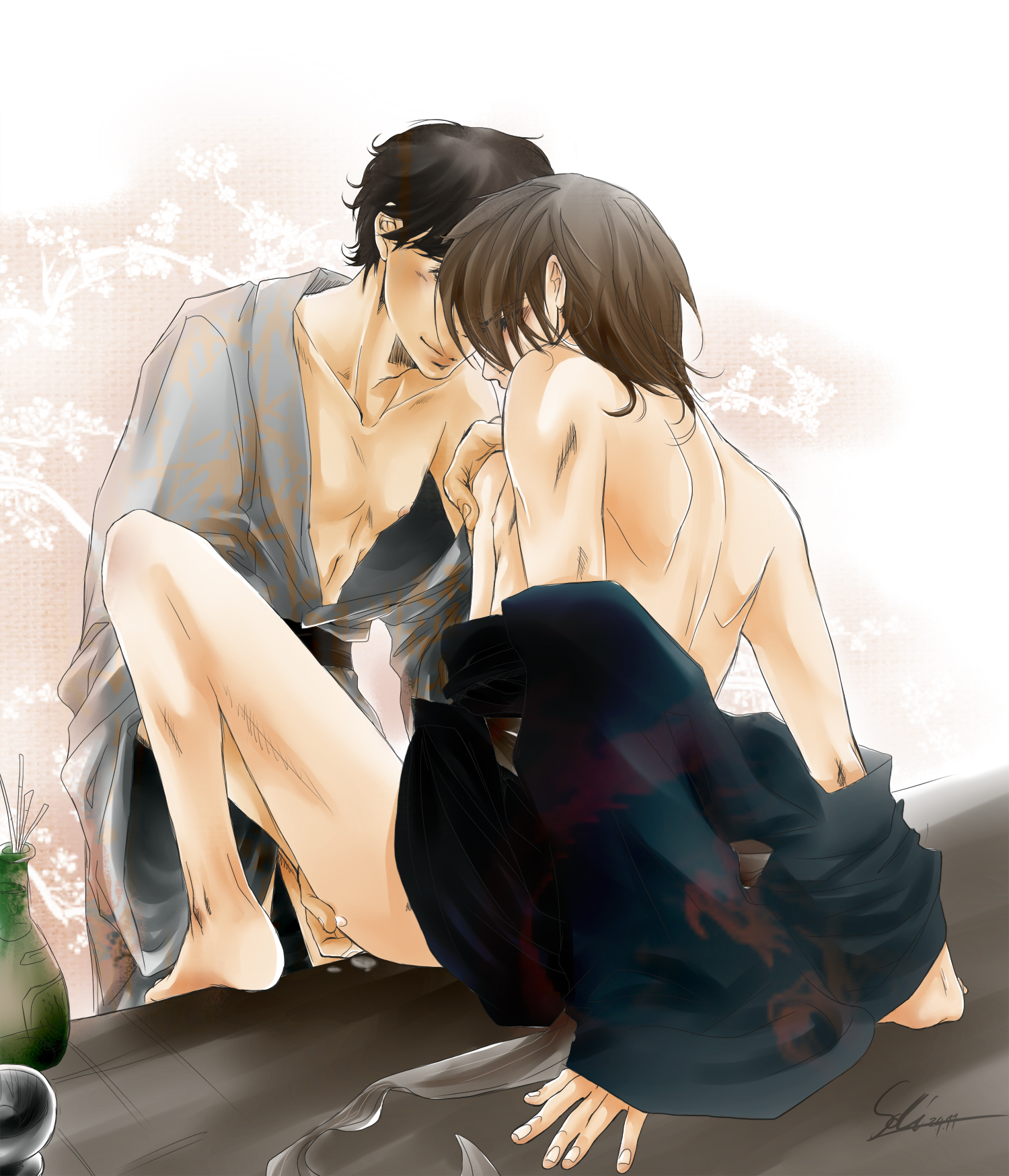
Фан-арт, изображающий сэмэ (слева) и укэ (справа)

Как правило, сюжет в яойных произведениях крутится вокруг двух персонажей — сэмэ (攻め) и укэ (受け), то есть «дающего» и «принимающего», что отсылает к боевым искусствам, где позиции делались на «атакующего» и «защищающегося», откуда эти понятия впоследствии проникли в японский гомосексуальный сленг, где обозначали доминирующую и пассивную роль в однополом контакте. Ареальдо Загнеллини предполагает, что в этом случае традиции боевых искусств имеют большое значение для японской аудитории, так как архетип однополых отношений в Японии также включает в себя сюжеты об гомосексуальной любви между самураями. Оба типа в большинстве случаев изображаются как бисёнены и совмещают в себе как и мужские, так и женские качества.
Зангеллини считает, что именно самурайский архетип «несёт ответственность» за возрастную разницу иерархию в подобных произведениях. Образ сэмэ во многом связан с архетипом мужественности в аниме и манге, они заметно выше, старше, сдержаннее и мощнее, чем укэ, которые часто женственны или даже андрогинны, пассивны и более слабы по сравнению с первыми. Таким образом, яойные произведения часто посвящены соблазнению («атаке») персонажа сэмэ персонажа укэ и доминировании первого над вторым.
В яое преобладает тема анального секса, почти во всех произведениях он в той или иной форме присутствует. Сюжетная линия, где укэ не хочет иметь анальный секс с сэмэ, часто связывается со страхом читательниц перед первым сексуальным опытом в их жизни. При этом половой акт всегда происходит лицом к лицу, в отличие от традиций обычных гомосексуальных произведений. Как уже было сказано, активную роль фактически полностью играет сэмэ.

## Примеры яоя
«Magnum opus» этого жанра называют аниме Ai no Kusabi (1992), снятое по одноимённому роману Риэко Ёсихары.
| - Haru wo Daite Ita - Kizuna - Love Mode - Gravitation - Legend of the Blue Wolf - Level C - Fish in the Trap - Junjou Romantica - Future Lovers - Tsuki to Sandaru - Boku no Sexual Harassment |  | - Little Butterfly - Crimson Spell - Brother - Hatsukoi Yokochou - Sensitive Pornograph - Antique Bakery - Desire - Dining Bar Akira - Princess Princess - Sakende Yaruze - Totally Captivated |

## Популярность

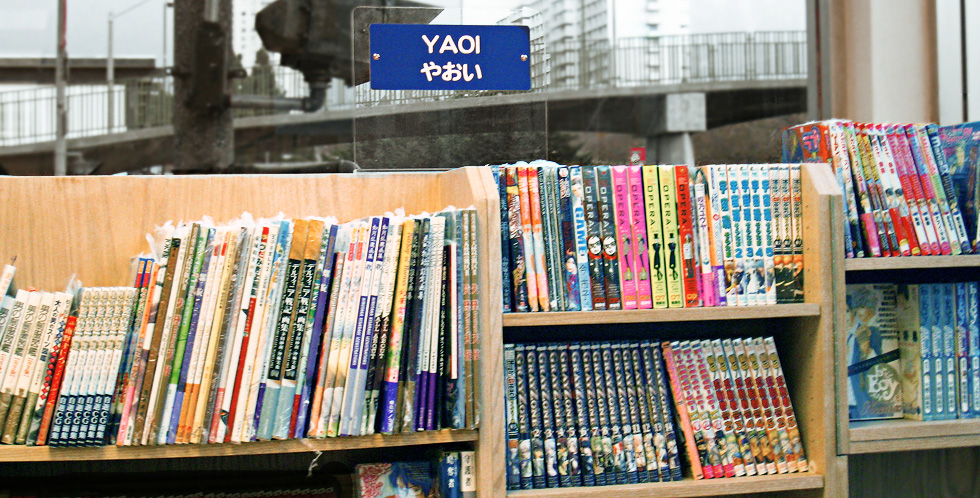
Яойная манга в книжном магазине Сан-Франциско. Книги, завёрнутые в полиэтилен, содержат откровенные эротические сцены

Несмотря на то, что яой ориентируется на женскую аудиторию, среди его поклонников можно встретить геев, бисексуалов или даже гетеросексуальных мужчин. В одном из опросов американских поклонников яоя мужчин оказалось около четверти, а в другом интернет-опросе среди англоязычных читателей — около 10 %.
В то же время Лансинг предполагает, что японские геи предпочитает порнографическую литературу больше чем яой. То есть нельзя сказать, что большинство мужчин-гомосексуалистов являются поклонниками жанра, так как их отталкивает ориентированная на девушек стилистика, а также довольно неправдоподобное описание жизни гомосексуалистов. Вместо этого они читают в основном бара-мангу, которая в противоположность яою прямо ориентирована на них, и воспринимается гомосексуалами как более реалистичная. В то же время многие мужчины-авторы, пишущие в этом жанре, начинали с яоя.

## Критика и оценка
Манга, посвящённая гомосексуальным отношениям, получила большое внимание критиков, особенно после появления переводов на другие языки. Оценка данных произведений была довольно смешанной. Так, Фредерик Шодт в 1983 году отмечал, что «эстетическое описание гомосексуализма стало популярно среди молодых девушек и было продолжением темы бисексуалов в сёдзё-манге». Некоторые критики видели в подобном явлении отход в сексуальных фантазиях от своего тела, игнорирование женской сексуальности и в результате этого отказ от своей изначальной гендерной роли как первый шаг к феминизму. В другой, более сложной теории Кадзуко Судзуки видит яой как результат женского презрения и неприятия гетеросексизма с попыткой определить «идеальную любовь» между людьми.
Мидзуготи писала в 2003 году, что яой находится в сугубо женском пространстве, так как авторы, читатели и иллюстраторы в большинстве случаев являлись женщинами, причём культура этого пространства во многом напоминала поклонниц любовных романов. Параллели были также отмечены с порнографией для лесбиянок, благодаря чему яой отнесли к форме «женского фетишизма». Писательница-фантаст Марико Охара, в частности, писала, что создала яойный фанфик на пару Кирк/Спок из-за того, что почти вся порнография того времени была ориентирована на мужчин, а яой вдохновляет её творческую фантазию, так же как и научная фантастика.
Другие критики были склонны видеть в основе яоя более радикальные гендерные вопросы. Так, Ситоми Сакакибара в 1998 году высказывала мысль, что увлечение яоем может демонстрировать у женщин гомосексуальную любовь к мужчинам-транссексуалам, причём в качестве одного из примеров она приводила себя. Для Сандры Баркли тематика бисёненов символизировала «половую дифференциацию», а Джеймс Уолкер характеризовал бисёнен-характер как «квир», отмечая, что для критика манги Акико Мидзуготи сёнен-ай оказал помощь в осознании себя лесбиянкой. Уолкер также высказал мысль, что яой освобождает читателя не только от патриархата, но и от полового дуализма. Дрю Паглипзотти же заявил, что для японских геев и лесбиянок яой представляет не меньший интерес, чем для гетеросексуальных женщин.

### Критика
Впрочем, яой подвергается критике со стороны представителей японского ЛГБТ-движения, преимущественно в так называемых «яой-дебатах». В мае 1992 года гей-активист Масаки Сато подверг критике художников и фанатов яоя в своём открытом письме, размещённом в феминистическом издании Choisir. В нём Сато говорит, что яой создаёт несуществующие стереотипы вокруг мужчин-гомосексуалов, в том числе их образ как богатых, красивых и хорошо образованных мужчин, в то же время игнорируя предрассудки и дискриминацию геев в современном обществе, служа лишь средством для эротических фантазий и мастурбации. Следствием стали споры с поклонницами яоя и его авторами, которые утверждали, что основная аудитория яоя — женщины, поэтому не следует искать там описание жизни геев или воспринимать как геев его персонажей. На интернет-ресурсах, созданных для геев, подобные дискуссии ослабли, но иногда они появлялись снова; например, в 2003 году Акико Мидзуготи охарактеризовала образ геев в яой-манге как «неправдоподобный и гомофобный».
Подобные дискуссии возникали и на американских форумах. В 1993 и 2004 годах Мэтт Торн указывал на сложность этих понятий и высказал мысль, что поклонники яоя и слеша недовольны женственностью, которую им «навязывает» общество, а также социальной средой, которая не сочувствует их недовольству.
Популярность яоя в 1990-х годах в Китае привлекла широкое внимание прессы, чьи оценки были в большинстве случаев отрицательными. Впоследствии яойная манга была запрещена к распространению в стране. Исследователи отмечают, что наличие несовершеннолетних персонажей в большинстве яоя, подводит данные произведения под законы о детской порнографии в Канаде и Австралии. В то же время по законам Великобритании яой может обойти законы о детской порнографии, если произведение не использовалось для грумминга.
В 2001 году вокруг в Таиланде возник спор вокруг яойной манги. Телевизионные СМИ приписывали яою множество негативных последствий, в то время как многие издания ошибочно заявили, что большинство произведений не защищены авторским правом из-за страха уголовного преследования. В реальности, скорее всего, причиной было опубликованные незаконно, без разрешение оригинального японского издательства произведения. На данный момент яойная манга продаётся тиражом от 30 до 50 комиксов в день, а моральная паника вокруг данного жанра постепенно спала. По оценкам, тайские девушки слишком смущены перед гетеросексуальными эротическими произведениями, в то же время гомосексуальные воспринимаются ими как «безобидные».
Яойный мангака Ёка Нитта отметила, что в Японии яойная манга это «далеко не то, что родители поощряют для чтения» и посоветовала прочитать несколько своих произведений тем родителям, которые озабоченны влиянием этого жанра. Хотя сэнен-манга вызывает больше обсуждений в японском обществе, чем яой, в стране была организована кампания против хранения манги этого жанра в общественной библиотеке в городе Сакаи, после чего сотрудники библиотеки перестали принимать яойные произведения, а уже имеющиеся ограничили выдачей лишь взрослым читателям. После ряда бурных дискуссий в социальной сети Mixi последнее ограничение было снято. По оценкам Маклеланда, яойная манга становится местом противостояния сторонников и противников политики гендерной открытости в обществе.